# Зромбець
Зромбець (пол. Zrąbiec) — село в Польщі, у гміні Кобелі-Великі Радомщанського повіту Лодзинського воєводства.
Населення — 186 осіб (2011).
У 1975-1998 роках село належало до Пйотрковського воєводства.

## Демографія
Демографічна структура станом на 31 березня 2011 року:
|          | Загалом | Допрацездатний вік | Працездатний вік | Постпрацездатний вік |
| -------- | ------- | ------------------ | ---------------- | -------------------- |
| Чоловіки | 85      | 15                 | 63               | 7                    |
| Жінки    | 101     | 23                 | 50               | 28                   |
| Разом    | 186     | 38                 | 113              | 35                   |